# Humboldt River Ranch
Humboldt River Ranch – jednostka osadnicza w Stanach Zjednoczonych, w stanie Nevada, w hrabstwie Pershing.